# Jayde Nicole

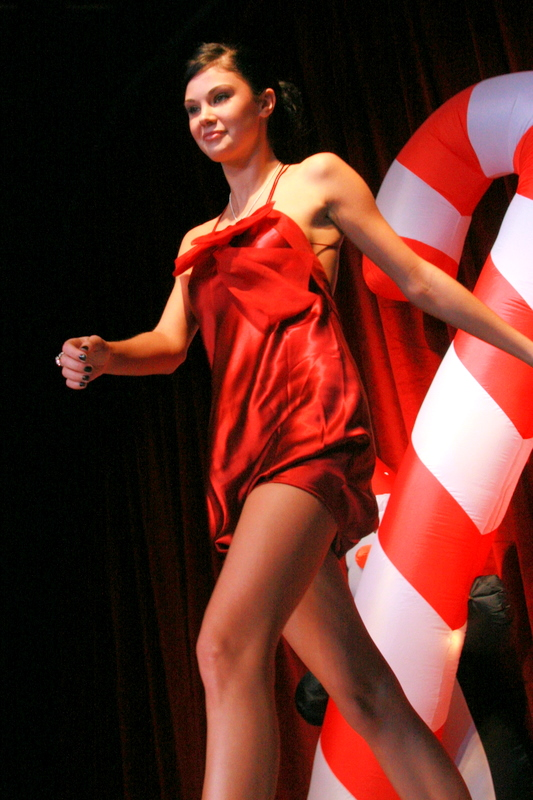
Jayde Nicole

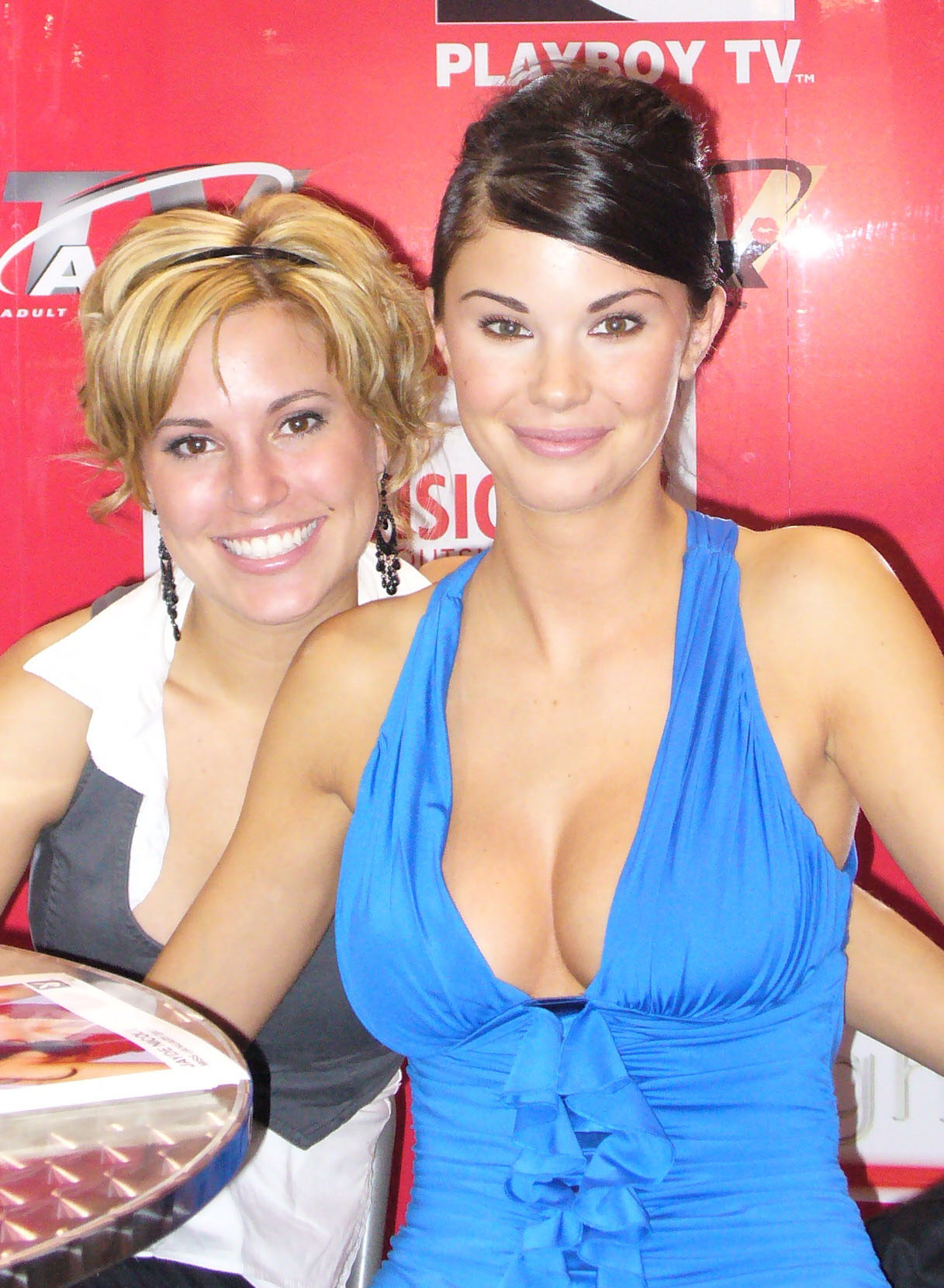
Jayde Nicole (till höger)

Jayde Nicole, född 19 februari 1986 i Scarborough, är en kanadensisk fotomodell.
Nicole utsågs till Playboys Playmate of the Month i januari månad 2007 och Playmate of the Year 2008. Utmärkelsen Playmate of the Year 2008 innebar även att hon vann 100 000 dollar och en Cadillac CTS. Det är 26 år sedan en kanadensiska vann utmärkelsen förra gången, 1982 hette vinnaren Shannon Tweed.